# Sinđelić Belgrad
Sinđelić Belgrad (serb. Фудбалски клуб Синђелић Београд) – serbski klub piłkarski z siedzibą w Belgradzie w dzielnicy Voždovac. Został utworzony w 1937 roku. Obecnie występuje w Zonska liga Beograda.

## Stadion
Klub rozgrywa swoje mecze domowe na stadionie FK Sinđelić w Belgradzie, który może pomieścić 3700 widzów.

## Osiągnięcia
- 6. miejsce Prvej ligi Srbije (II): 2015, 2016 i 2018;
- mistrzostwo Srpskiej ligi Beograd (III): 2013 (awans do Prvej ligi Srbije).